# Platysma

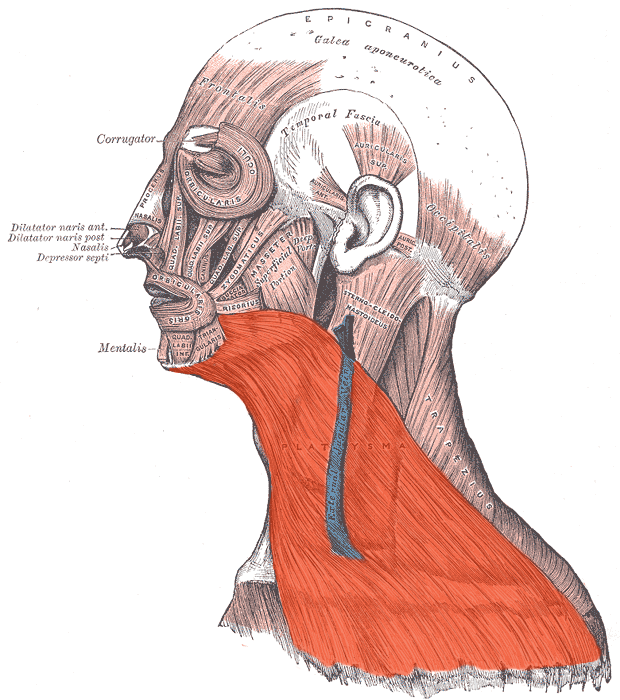
Lateral vy av halsens och kraniets muskler.
Illustration: Gray's Anatomy, 1918. (PD)

Platysma är en tunn, bred, parig mimisk hudmuskel i halsen som överlappar m. sternocleidomastoideus. Den har sitt ursprung i den fascia som täcker övre delen av m. deltoideus och m. pectoralis major och sträcker sig så från övre delen av bröstkorgen (thorax) över nyckelbenet (clavicula) diagonalt-medialt upp till käken (mandibula).
Muskelns övre fibrer flätas under och bakom haksymfysen (symphysis menti) samman med fibrerna hos den motsatta sidans muskel. De bakre fibrerna korsar käken för att sedan fästa i benet under linea obliquus eller i huden och subkutana vävnader i ansiktets lägre delar. Flera fibrer flätas samman med muskler i höjd med munnens lägre delar.
Ibland kan muskelns fibrer sträcka sig till kindbensmuskeln (m. zygomaticus) eller till ögats ringmuskel (m. orbicularis oculi). Under platysma sträcker sig den externa jugularisvenen (vena jugularis externa) från käken till nyckelbenet.

## Variation
Variationer förekommer i utbredningen i ansiktet och över nyckelbenet och axeln. På halsens framsida kan den saknas helt eller flätas samman med den motsatta sidans muskel. Den kan ibland fästa i nyckelben, mastoidutskottet (processus mastoideus) eller nackbenet (os occipitale). Lilla occipitalisnerven (n. occipitalis minor) kan sträcka sig från fascian över m. trapezius till fascian över sternocleidomastoideus fäste.

## Innervation
Platysma innerveras av kranialnerver (n. facialis).

## Verkan
När hela platysma aktiveras skapas en lätt rynkning i huden på halsen. Dess främre delar, som är den tjockaste delen av muskeln, sänker käken och bidrar till att dra underläppen nedåt då vi uttrycker sorg.